# Protarchus grandis
Protarchus grandis är en stekelart som först beskrevs av Thomson 1888.  Protarchus grandis ingår i släktet Protarchus och familjen brokparasitsteklar. Arten är reproducerande i Sverige. Inga underarter finns listade i Catalogue of Life.